# 1933年のメジャーリーグベースボール
以下は、メジャーリーグベースボール（MLB）における1933年のできごとを記す。
1933年4月12日に開幕し10月7日に全日程を終え、ナショナルリーグはニューヨーク・ジャイアンツが9年ぶり13度目のリーグ優勝で、アメリカンリーグはワシントン・セネタースが8年ぶり3度目の優勝であった。
ワールドシリーズはニューヨーク・ジャイアンツが4勝1敗でワシントン・セネタースを制し、4度目のシリーズ制覇となった。
この年からオールスターゲームが開始され、最初のゲームはアメリカンリーグが勝った。
1932年のメジャーリーグベースボール - 1933年のメジャーリーグベースボール - 1934年のメジャーリーグベースボール

## できごと
この年の両リーグ優勝チームの監督はどちらも新任の監督であった。アメリカンリーグはワシントン・セネタースが、ジョー・クローニン新監督(選手兼任)が打率.309・打点118の成績で陣頭指揮し、ヘイニー・マナシュが自身2度目のリーグ最多安打221安打、リーグ最多三塁打17本、33試合連続安打を記録する活躍をして、1924年・1925年に続く3度目の優勝を果たした。なお現在までワシントン・セネタース(ナショナルズ)という名の球団が優勝した最後のシーズンでもあった。
ナショナルリーグはニューヨーク・ジャイアンツが、ジョン・マグローの後任になったビル・テリー新監督(これも選手兼任)が打率.322を打ち、これにメル・オットやエースのカール・ハッベルらの活躍で13年ぶりにリーグ優勝を果たした。
ワールドシリーズはカール・ハッベルやメル・オットの活躍でニューヨーク・ジャイアンツが勝った。

### 両リーグに三冠王
両リーグともこの年に三冠王が生まれた。アメリカンリーグはフィラデルフィア・アスレチックスの ジミー・フォックス が打率.356・本塁打48本・打点163、ナショナルリーグはフィラデルフィア・フィリーズのチャック・クライン が打率.368・本塁打28本・打点120での三冠達成であった。アスレチックスのジミー・フォックスはその後も活躍し翌年も三冠王となり、1940年まで12年連続30本塁打、100打点以上の成績を残した。しかし1941年からアルコール依存症となり成績は急降下して、30代半ばからは第二次大戦もあって伸びなかった。フィリーズのチャック・クライン はこの年を最後に力が落ち、1944年を最後に引退するまでの全17シーズンで2年目から6年目までの5シーズンだけが素晴らしい活躍であった。なおこの年のリーグMVPにジミー・フォックスは選ばれているが、チャック・クライン は選ばれず、最多勝(23勝)と最優秀防御率(1.66)のカール・ハッベル投手(ニューヨーク・ジャイアンツ)がリーグMVPに輝いている。

### ルー・ゲーリッグ
ニューヨーク・ヤンキースのルー・ゲーリッグは、この年の8月17日に1308試合連続出場となり、当時の記録であったエベレット・スコットの記録を破るメジャーリーグ新記録を樹立した。試合の1回終了時に中断されて当時のリーグ会長ウイル・ハーリッジから銀の彫像が贈られた。この年は打率.334・打点139・本塁打43本で無冠に終わったが、翌年に三冠王を達成した。ゲーリッグはこの年のシーズン最終戦の日にエレノア嬢と結婚している。

### ビル・テリー
ニューヨーク・ジャイアンツのビル・テリー監督は、1923年から1936年までジャイアンツの一塁手として活躍し、左投げ左打ちの選手として1925年から1936年までの12年間で11シーズンは3割を打ち、タイトルは1930年打率.401で四割を打った年の1回だけであった(この年はシーズン最多安打254本で、これは現在もナショナルリーグ記録である）。1898年生れで早くに両親が離婚したため15歳で働きに出てジョージア州の地元のセミプロチームの投手として活動したが、間もなくそこを辞めて20歳から23歳までは勤務していた会社のスタンダード石油のチームでプレーしていた。すると石油会社のあるメンフィスのサザン・リーグの球団オーナーがテリーに注目し、1922年にジャイアンツのマグロー監督に紹介した。これが縁でジャイアンツに入団し、マグローは将来の大打者に育てるため投手には使わないようにとコーチに指令したと言われる。デビュー直後は右打ちのジョージ・ケリーと一塁を分け合っていた。その後、四割を打つほどの打者に成長したが、一方でマグロー監督との確執が生じていた。しかしマグローはテリーの指導者としての資質を高く買い、1932年のシーズン途中で病気で59歳で監督の座を降りる際に後継者に指名したのが、当時34歳であったビル・テリーであった。テリーは選手兼任監督でその後4年間毎年3割を打ちながら監督としても見事な手腕を発揮した。通算打率.341。1954年に殿堂入りした。

### ジョー・クローニン
ワシントン・セネタースのジョー・クローニン監督は1926年にパイレーツに入団したがマイナーリーグに在籍することが多く、守備はいいが打撃はもう一つという評価で決して一流選手ではなかった。しかしセネタースのスカウトのジョー・エンゲルに見込まれて1928年のシーズン途中でセネタースに移った。その時にセネタースのオーナーであるクラーク・グリフィスは「マイナーで打率.250も打てない選手に大金を払うとは」とスカウトの頭を疑ったという。しかしクローニンは次第に力量を上げて1930年に打率.346、1931年に.306、1932年に.318と立て続きに3割台を打ち、そして1933年にグリフィスはジョー・クローニンに選手兼任での監督に就任させた。そしてすぐにリーグ優勝してオーナーの期待に応え、そして翌年にオーナーの妹と結婚した。その翌年のシーズン終了後にレッドソックスのオーナーであるトム・ヨーキーからグリフィスにクローニンのトレードの申し入れがあり、レッドソックスが現金25万ドルプラス選手1名、クローニンには年間5万ドルの5年契約という条件の提示にグリフィスもクローニンも承諾した。そして1935年から1947年まで選手兼任で11年、。監督専任で2年にわたってレッドソックスの指揮をクローニンがとった。そしてその後にニューヨーク・ヤンキースの名将ジョー・マッカーシーを監督に迎えてヨーキーはクローニンを副会長兼GMに任命した。さらにそれから12年後の1959年にアメリカンリーグの各オーナーからの推薦でアメリカンリーグ会長に就任し、それから14年後の1973年にリーグ会長を辞任するまでの間に、リーグ拡張(1961年に10球団制、1969年に12球団制)、指名打者制度の採用などの業績を残した。一選手からついにはアメリカンリーグ会長にまで上り詰めたのがジョー・クローニンであった。

### オールスターゲームの開催
この年7月6日にシカゴのコミスキーパークで第1回オールスターゲームが開催された。発案者は当時シカゴ・トリビューン紙の編集主幹を務めていたアーチ・ウォードで、1929年の大恐慌以降の観客の減少を食い止め盛り上げるために考え出されたプランであった。主催はシカゴ・トリビューン紙で、チームの編成は全米の45の新聞社と週刊スポーティングニュース社が加わり、アメリカンリーグとナショナルリーグのそれぞれに投手3名、捕手2名、その他の内外野は各1名、補欠2名を一般ファンの投票で決めるという方法であった。そして審判は両リーグから2名を会長が選出し、監督は前年の優勝チームの監督と定められた。ただこの年の第1回はアメリカンリーグはコニー・マック、ナショナルリーグは既に引退していたジョン・マグローが選ばれた。この『世紀の試合』と言われたオールスターゲームは観客47,595人を集めてベーブ・ルースの2ランが飛び出し4ー2でアメリカンリーグが勝ち、大成功に終わって翌年から続けられ、途中2試合行われた時期もあったが、毎年7月に1試合で今日まで開催されている。なおオールスターゲームの始まりとして、新聞社に「ベーブ・ルースとカール・ハッベルの対戦が見たい」という少年ファンの投書からオールスターが発案され実現したという話があるが、この投書も少年の存在も確認されず、今日では作り話とされている。またこの年の第1回ではベーブ・ルースとカール・ハッベルは出場したが2人の対決はなく、翌1934年の第2回で実現し、ルースの三振に終わっている。

### 規則の改訂
- この年からデーゲームが審判三人制で行われるようになった。

## 最終成績

### レギュラーシーズン
| 順 | チーム                           | 勝利 | 敗戦 | 勝率 | G差  |
| -- | -------------------------------- | ---- | ---- | ---- | ---- |
| 1  | ワシントン・セネタース           | 99   | 53   | .651 | --   |
| 2  | ニューヨーク・ヤンキース         | 91   | 59   | .607 | 7.0  |
| 3  | フィラデルフィア・アスレチックス | 79   | 72   | .523 | 19.5 |
| 4  | クリーブランド・インディアンス   | 75   | 76   | .497 | 23.5 |
| 5  | デトロイト・タイガース           | 75   | 79   | .487 | 25.0 |
| 6  | シカゴ・ホワイトソックス         | 67   | 83   | .447 | 31.0 |
| 7  | ボストン・レッドソックス         | 63   | 86   | .423 | 34.5 |
| 8  | セントルイス・ブラウンズ         | 55   | 96   | .364 | 43.5 |

| 順 | チーム                       | 勝利 | 敗戦 | 勝率 | G差  |
| -- | ---------------------------- | ---- | ---- | ---- | ---- |
| 1  | ニューヨーク・ジャイアンツ   | 91   | 61   | .599 | --   |
| 2  | ピッツバーグ・パイレーツ     | 87   | 67   | .565 | 5.0  |
| 3  | シカゴ・カブス               | 86   | 68   | .558 | 6.0  |
| 4  | ボストン・ブレーブス         | 83   | 71   | .539 | 9.0  |
| 5  | セントルイス・カージナルス   | 82   | 71   | .536 | 9.5  |
| 6  | ブルックリン・ドジャース     | 65   | 88   | .425 | 26.5 |
| 7  | フィラデルフィア・フィリーズ | 60   | 92   | .395 | 31.0 |
| 8  | シンシナティ・レッズ         | 58   | 94   | .382 | 33.0 |

### オールスターゲーム
- アメリカンリーグ 4 - 2 ナショナルリーグ

### ワールドシリーズ
- ジャイアンツ 4 - 1 セネタース

| 10/3 – | セネタース   | 2 | - | 4 |  | ジャイアンツ |
| 10/4 – | セネタース   | 1 | - | 6 |  | ジャイアンツ |
| 10/5 – | ジャイアンツ | 0 | - | 4 |  | セネタース   |
| 10/6 – | ジャイアンツ | 2 | - | 1 |  | セネタース   |
| 10/7 – | ジャイアンツ | 4 | - | 3 |  | セネタース   |

## 個人タイトル

### アメリカンリーグ
| 項目   | 選手                     | 記録 |
| ------ | ------------------------ | ---- |
| 打率   | ジミー・フォックス (PHA) | .356 |
| 本塁打 | ジミー・フォックス (PHA) | 48   |
| 打点   | ジミー・フォックス (PHA) | 163  |
| 得点   | ルー・ゲーリッグ (NYY)   | 138  |
| 安打   | ヘイニー・マナシュ (WS1) | 221  |
| 盗塁   | ベン・チャップマン (NYY) | 27   |

| 項目   | 選手                       | 記録 |
| ------ | -------------------------- | ---- |
| 勝利   | アルビン・クロウダー (WS1) | 24   |
| 勝利   | レフティ・グローブ (PHA)   | 24   |
| 敗戦   | テッド・ライオンズ (CWS)   | 21   |
| 防御率 | メル・ハーダー (CLE)       | 2.95 |
| 奪三振 | レフティ・ゴメス (NYY)     | 163  |
| 投球回 | バンプ・ハドリー (SLA)     | 316⅔ |
| セーブ | ジャック・ラッセル (WS1)   | 13   |

### ナショナルリーグ
| 項目   | 選手                       | 記録 |
| ------ | -------------------------- | ---- |
| 打率   | チャック・クライン (PHI)   | .368 |
| 本塁打 | チャック・クライン (PHI)   | 28   |
| 打点   | チャック・クライン (PHI)   | 120  |
| 得点   | ペッパー・マーティン (STL) | 122  |
| 安打   | チャック・クライン (PHI)   | 223  |
| 盗塁   | ペッパー・マーティン (STL) | 26   |

| 項目   | 選手                             | 記録 |
| ------ | -------------------------------- | ---- |
| 勝利   | カール・ハッベル (NYG)           | 23   |
| 敗戦   | ポール・デリンジャー (STL / CIN) | 27   |
| 防御率 | カール・ハッベル (NYG)           | 1.66 |
| 奪三振 | ディジー・ディーン (STL)         | 199  |
| 投球回 | カール・ハッベル (NYG)           | 308⅔ |
| セーブ | フィル・コリンズ (PHI)           | 6    |

## 表彰
シーズンMVP
- アメリカンリーグ ： ジミー・フォックス （PHA）
- ナショナルリーグ ： カール・ハッベル （NYG）